# Breeder
«Breeder» («criador» en español) es un término inglés despectivo hacia personas que tienen hijos, particularmente hacia padres y madres que focalizan la vida en sus hijos, abandonando así sus amistades y modo de vida anterior al nacimiento. También se utiliza para describir a mujeres que han dado a luz a varios hijos, donde el término implica, a modo de burla, que han tenido "demasiada" descendencia.
En este sentido, personas sin hijos utilizan las expresiones "breeder, not parent" (BNP) y "parent, not breeder" (PNB) para diferenciar lo que se observa como una maternidad/paternidad positiva o negativa.
El uso de "criador" en este sentido no es nuevo. Aparece por ejemplo en el famoso ensayo crítico inglés de Jonathan Swift Una modesta proposición, en el que Swift utiliza el término en repetidas ocasiones.

«The number of souls in this kingdom being usually reckoned one million and a half, of these I calculate there may be about two hundred thousand couple whose wives are breeders; from which number I subtract thirty thousand couples who are able to maintain their own children, although I apprehend there cannot be so many, under the present distresses of the kingdom; but this being granted, there will remain an hundred and seventy thousand breeders». [Note that the "modest proposal", involves breeding children for the epicurean enjoyment of the privileged classes.]

«El número de almas en este reino se suele contar en un millón y medio, de estas calculo que puede haber unas doscientas mil parejas cuyas mujeres son engendradoras; de cuyo número resto treinta mil matrimonios que pueden mantener a sus propios hijos, aunque temo que no puede haber tantos, bajo las actuales angustias del reino; pero concedido esto, quedarán ciento setenta mil criadores». [Nótese que la "modesta propuesta" implica criar niños para el disfrute epicúreo de las clases privilegiadas.]

A muchos padres les molesta que se les etiquete bajo el nombre de "criadores", al considerar que el término reduce indebidamente el proceso de crianza de los hijos al de cría de animales.
Este término formó parte también de la controversia en la localidad de Provincetown, Massachusetts (Estados Unidos), donde activistas en contra del matrimonio entre personas del mismo sexo fueron calificados de "breeders". El San Francisco Chronicle describió el término como "una broma o un insulto despectivo utilizado por la comunidad LGBT para describir a las personas heterosexuales".
De forma similar, el término "welfare breeder" (criador de beneficencia) se utiliza tanto de forma coloquial como peyorativa para referirse a personas susceptibles de tener hijos para obtener ayudas gubernamentales o subvenciones.